# Luís IV do Sacro Império Romano-Germânico
Luís IV (Munique, 5 de abril de 1282 – Fürstenfeldbruck, 11 de outubro de 1347), apelidado de "o Bávaro", foi Imperador Romano-Germânico de 1328 até sua morte, Rei da Itália a partir de 1327, Rei dos Romanos em 1314 e Duque da Baviera começando em 1301. Além disso, também foi Marquês de Brandemburgo, Conde Palatino do Reno e Conde de Hainaut, Holanda, Zelândia e Frísia, estes quatro últimos em direito de sua esposa Matilde.

## Casamentos e descendência
Luís casou, em primeiro lugar com Beatriz da Silésia. A sua descendência foi:
1. Matilde (21 de junho de 1313 – 2 de julho de 1346), casou em 1 de julho de 1329 com Frederico II de Meissen;
2. uma criança (n. setembro de 1314);
3. Ana (1316 –  29 de janeiro 1319);
4. Luís V da Baviera (1316–1361), duque da Alta Baviera, marquês de Brandemburgo, conde de Tirol;
5. Agnes (n.1318);
6. Estêvão II da Baviera (1319–1375), duque da Baixa Baviera.

Em 1324, ele casou com Margarida, Condessa de Hainaut e Holanda. A sua descendência foi a seguinte:
1. Margarida (1325–1374), casou-se com:
  1. em 1351 com Estêvão da Eslovénia;
  2. em 1357/58 com Gerlach von Hohenlohe.
2. Ana (1326 –  3 de Junho de 1361) casou com João I da Baviera;
3. Luís VI da Baviera (1328–1365), duque da Alta Baviera, eleitor de Brandemburgo;
4. Isabel (1329 –  2 de agosto de 1402), casou com:
  1. Cangrande II della Scala, Senhor de Verona, em Verona a  22 de novembro de 1350;
  2. Conde Ulrich de Württemberg em 1362.
5. Guilherme V da Holanda (1330–1389), também Guilherme I como Duque da Baixa Baviera e como Guilherme III como Conde de Hainaut;
6. Alberto I da Holanda (1336–1404), Duque da Baixa Baviera, Conde de Hainaut e da Holanda;
7. Otão V da Baviera (1346–1379), duque da Alta Baviera, eleitor de Brandemburgo;
8. Beatriz da Baviera (1344 –  25 de dezembro de 1359), casou a 25 de outubro de 1356 com Érico XII da Suécia;
9. Agnes (1345 – 11 de novembro de 1352);
10. Luís (outubro de 1347–1348).